# Ashwin Balrak
Ashwin Balrak (Suriname, 17 mei 1975) is een professionele Surinaams-Nederlands voormalig kickbokser en ondernemer. Hij werd bekend in de jaren 90 en 2000 als zwaargewicht in het kickboksen en vertegenwoordigde Nederland op internationale toernooien.
Na zijn sportcarrière richtte Balrak zich op maatschappelijke projecten. Hij ontwikkelde het programma Boksen met Kinderen, waarmee hij via sport bijdraagt aan de sociaal-emotionele ontwikkeling van jongeren. Met zijn stichting Balrak Sports Community (BSC) werkt hij samen met basisscholen in Rotterdam en omstreken. Hier organiseert hij sportlessen en gedragsprogramma’s waarin thema’s als weerbaarheid, respect en doorzettingsvermogen centraal staan.
Balrak is in het verleden in aanraking met justitie gekomen, wat leidde tot een periode van detentie. Tegenwoordig gebruikt hij deze ervaringen om jongeren bewust te maken van keuzes en consequenties.